# Chiney Ogwumike
Chinenye Joy Ogwumike, detta Chiney (Tomball, 21 marzo 1992), è una cestista statunitense con cittadinanza nigeriana, professionista nella WNBA.
Anche le sorelle Nneka e Erica Ogwumike sono cestiste.

## Carriera
È stata selezionata dalle Connecticut Sun al primo giro del Draft WNBA 2014 (1ª scelta assoluta).

## Statistiche

### College
| Anno      | Squadra           | PG  | PT  | MP   | TC%  | 3P%  | TL%  | RP   | AP  | PRP | SP  | PP   |
| --------- | ----------------- | --- | --- | ---- | ---- | ---- | ---- | ---- | --- | --- | --- | ---- |
| 2010-2011 | Stanford Cardinal | 35  | 35  | 23,6 | 57,4 | -    | 62,6 | 8,0  | 0,9 | 1,5 | 0,8 | 11,7 |
| 2011-2012 | Stanford Cardinal | 37  | 36  | 28,5 | 58,3 | -    | 66,3 | 10,1 | 1,4 | 0,8 | 1,2 | 15,0 |
| 2012-2013 | Stanford Cardinal | 36  | 36  | 34,4 | 58,6 | 25,0 | 77,6 | 12,9 | 1,5 | 1,4 | 1,7 | 22,4 |
| 2013-2014 | Stanford Cardinal | 37  | 37  | 33,8 | 60,1 | 26,7 | 71,3 | 12,1 | 1,7 | 1,2 | 1,8 | 26,1 |
| Carriera  | Carriera          | 145 | 144 | 30,1 | 58,9 | 26,3 | 70,5 | 10,8 | 1,4 | 1,2 | 1,4 | 18,9 |

### WNBA

#### Regular Season
| Anno     | Squadra         | PG  | PT  | MP   | TC%  | 3P%  | TL%  | RP  | AP  | PRP | SP  | PP   |
| -------- | --------------- | --- | --- | ---- | ---- | ---- | ---- | --- | --- | --- | --- | ---- |
| 2014     | Connecticut Sun | 31  | 31  | 29,7 | 53,7 | -    | 69,3 | 8,5 | 0,6 | 1,2 | 1,2 | 15,5 |
| 2016     | Connecticut Sun | 33  | 18  | 24,3 | 58,7 | -    | 71,9 | 6,7 | 0,7 | 1,0 | 1,0 | 12,6 |
| 2018     | Connecticut Sun | 31  | 31  | 25,5 | 60,3 | 50,0 | 79,7 | 7,3 | 1,0 | 1,1 | 0,6 | 14,4 |
| 2019     | L.A. Sparks     | 32  | 14  | 21,8 | 49,4 | 25,0 | 80,9 | 5,8 | 0,8 | 1,0 | 0,7 | 9,6  |
| 2021     | L.A. Sparks     | 7   | 3   | 19,1 | 40,8 | 75,0 | 75,0 | 4,1 | 1,3 | 0,9 | 0,4 | 7,0  |
| 2022     | L.A. Sparks     | 26  | 7   | 18,4 | 46,6 | 44,4 | 70,6 | 5,5 | 1,1 | 0,7 | 0,3 | 7,0  |
| 2023     | L.A. Sparks     | 10  | 4   | 21,2 | 43,0 | 7,7  | 71,4 | 4,3 | 1,3 | 1,3 | 0,3 | 8,4  |
| Carriera | Carriera        | 170 | 108 | 23,7 | 53,5 | 34,1 | 74,1 | 6,5 | 0,9 | 1,0 | 0,7 | 11,6 |

#### Playoffs
| Anno     | Squadra         | PG | PT | MP   | TC%  | 3P% | TL%  | RP  | AP  | PRP | SP  | PP  |
| -------- | --------------- | -- | -- | ---- | ---- | --- | ---- | --- | --- | --- | --- | --- |
| 2018     | Connecticut Sun | 1  | 0  | 19,0 | 20,0 | -   | -    | 3,0 | 1,0 | 2,0 | 0,0 | 2,0 |
| 2019     | L.A. Sparks     | 4  | 0  | 16,8 | 50,0 | -   | 85,7 | 3,3 | 0,8 | 0,8 | 0,5 | 6,0 |
| Carriera | Carriera        | 5  | 0  | 17,2 | 43,5 | -   | 85,7 | 3,2 | 0,8 | 1,0 | 0,4 | 5,2 |

## Palmarès
- Mondiali 3x3: 1
Atene 2012.
- WNBA Rookie of the Year (2014)
- WNBA All-Rookie First Team (2014)